# St. Vincent (film)
St. Vincent är en amerikansk dramakomedi från 2014, skriven och regisserad av Theodore Melfi. Titelrollen spelas av Bill Murray, andra medverkande är bland andra Naomi Watts, Jaeden Lieberher och Melissa McCarthy. 
St. Vincent är regissören Theodore Melfis debutfilm och hade världspremiär den 5 september 2014 på Toronto International Film Festival.

## Handling
Vincent MacKenna är en Vietnamveteran boende i Brooklyn. Han är vresig, skuldsatt, har problem med alkoholen, röker och spelar regelbundet. Vincents fru Sandy (Donna Mitchell) lider av alzheimers och känner inte igen honom längre. Hans enda vänner är hans katt Felix och Daka, en gravid rysk prostituerad kvinna. Trots sin tillbakadragna och tråkiga tillvaro är Vincent ändå omtyckt. En dag när hans bil får skador till följd av att nya grannar flyttar in, träffar han den ensamstående mamman Maggie Bronstein och hennes tolvåriga son Oliver.

## Rollista
- Bill Murray - Vincent MacKenna
- Melissa McCarthy - Maggie Bronstein
- Jaeden Lieberher - Oliver Bronstein
- Naomi Watts - Daka Paramova
- Chris O'Dowd - Brother Geraghty
- Kimberly Quinn - Ana
- Donna Mitchell - Sandy
- Terrence Howard - Zucko
- Dario Barosso - Robert Ocinski
- Ray Iannicelli - Roger
- Scott Adsit - David
- Nate Corddry - Terry

## Om filmen
Det ryktades till en början om att Jack Nicholson var aktuell för filmen, men rollen som Vincent tillsattes senare av Bill Murray. 
Inspelningarna påbörjades i juli 2013 i Brooklyn och Long Island, New York. Samma år anlitades Theodore Shapiro för att komponera filmmusiken. 